# Odette Maniema Krempin

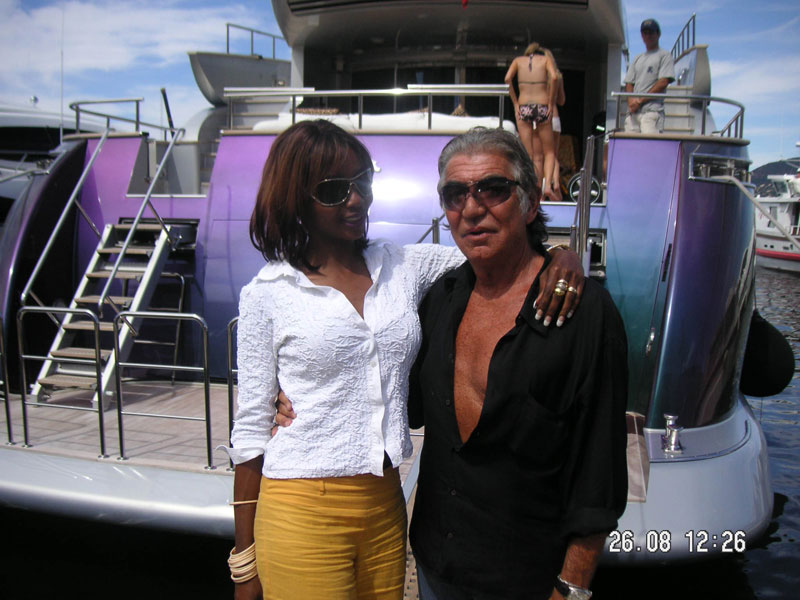
Odette Maniema Krempin und Roberto Cavalli (2008)

Odette Maniema Krempin (* 30. Oktober 1971 in Kasika, Provinz Sud-Kivu, Zaire; † 29. Juni 2016 in Goma, Demokratische Republik Kongo) (auch Odette Prinzessin Maniema Krempin) war zeitweilig eine Honorarkonsulin der Demokratischen Republik Kongo in Frankfurt am Main und Vorsitzende der Société Miniére du Maniema. Sie wurde in der Presse zunächst bekannt als Philanthropin, später war sie in mehrere Skandale verwickelt, die ihre wohltätigen und geschäftlichen Aktivitäten in Frage stellten.

## Leben
Geboren wurde Odette Maniema in Kasika, einem Ort nahe der Provinzhauptstadt Bukavu im ostkongolesischen Sud-Kivu. Die Familie sind Tutsis, die auf beiden Seiten des Kiwusee im Kongo und in Ruanda lebten und sie wuchs bei ihrer Mutter in Ruanda auf.
Nach eigenen Angaben war sie die dritte von fünf Töchtern und entstammte einem afrikanischen Adelsgeschlecht aus dem 16. Jahrhundert, dessen Abstammung bis in das Luba-Königreich zurückreicht. Diese Abstammung, die sie dazu veranlasste, den Titel „Princesse“ ihrem Namen voranzustellen, bestätigte sich nicht. Ebenso ausgedacht waren ihre eigenen biographischen Angaben, dass sie in Paris aufgewachsen dort eine Ausbildung zur Schneiderin absolviert hat und in Marrakesch zur Textildesignerin weitergebildet worden sei. Die Ideen dazu hatte sie nach Urlaubsaufenthalten in den beiden Städten.
Ende 1993 errang sie im Alter von 22 Jahren einen Titel als Schönheitskönigin in der ruandischen Hauptstadt Kigali. Als im Frühjahr 1994 der Völkermord in Ruanda gegen die Tutsis begann, lebte sie mit ihrem späteren deutschen Mann in Kimuhura, einer Siedlung bei Kigali. Als Kongolesin konnte sie mit ihm drei Tage nach Beginn des Tötens Ruanda in einem US-amerikanischen Autokonvoi verlassen. Zahlreiche ihrer Verwandten fielen dem Genozid zum Opfer.
Im Jahr 2010 gab sie an, ein Bergwerk im Kongo von ihrem Vater übernommen zu haben.
Krempin hatte eine Tochter im Kongo, die bei der Großmutter aufwuchs, einen Sohn in Deutschland sowie einen Adoptivsohn aus dem Kongo und ein Enkelkind.

## Vorwürfe und Skandale
Krempin war Vorsitzende des Deutsch-Afrikanischen Jugendwerkes e. V., das 2006 ausgestattet mit einem Startkapital von 200.000 Euro gegründet wurde. Die Gesellschaft sanierte nach eigenen Angaben vier Schulen im Kongo und sponserte die Schulgebühren für 150 Kinder. Mit Sprach-, Kultur- und Tanzprojekten wollte sie zur Integration afrikanischer Kinder und Familien in die deutsche Gesellschaft beitragen. Der inzwischen gelöschte Verein stand unter Verdacht des Spendenbetrugs.
Weitere Skandale und Vorwürfe folgten. Der Titel der Konsulin wurde ihr aberkannt. Auch der von ihr geführte Titel „Prinzessin“ wurde in Frage gestellt. 2012 leistete Krempin einen Offenbarungseid, laut einer Anklage aus dem Jahr 2015 soll dieser unwahr gewesen sein. Im Jahr 2015 verurteilte ein Strafgericht sie zu einer Geldstrafe in Höhe von 15.000 Euro, nachdem sie als Beklagte in einem Prozess zu einer unbezahlten Handwerkerrechnung nicht erschienen war.
Gemeinsam mit ihrem Partner Stefan De Witte verschwand Krempin im Jahr 2014, gesucht von der belgischen Polizei im Zusammenhang mit dem Duferco Korruptionsskandal, der zu mehreren Verhaftungen und dem Rücktritt von Serge Kubla als Bürgermeister der belgischen Stadt Waterloo geführt hatte.

## Tod
Anfang Juli 2016 meldete die Bild-Zeitung, dass Krempin in einem Krankenhaus in Goma verstorben sei. Ende Juli 2016 veröffentlichte die Bild eine Meldung über Zweifel am Tod Krempins und somit an der eigenen Meldung wenige Wochen zuvor. Die Rechnung des Krankenhauses, anhand derer das Blatt den Tod belegt sah, soll gefälscht gewesen sein. Bild stellte daraufhin die Vermutung auf, Krempen habe ihren Tod vorgetäuscht.
Für die 2018 veröffentlichte Radiodokumentation Die Kongo-Prinzessin von Lorenz Schröter traf der Autor – gemeinsam mit den leiblichen Kindern Krempins – im Hôpital Général von Goma die Ärztin, die den Totenschein Krempins ausgestellt hatte. Diese bestätigte persönlich den Tod Krempins. Sie litt an der Immunschwäche AIDS und zog sich eine Tuberkulose zu, an deren Folgen sie am 29. Juni 2016 nach einem starken Gewichtsverlust verstarb.
Krempin wurde auf einem Friedhof in Goma, der gegenüber dem Flughafen liegt, bestattet.
Ein angebliches vorhandenes Testament wurde nicht aufgefunden. Ebenfalls nicht bekannt ist, was mit den persönlichen Vermögenswerten Krempins, wie zum Beispiel ihrem Ferrari mit personalisierter Innenausstattung und weiteren Wertgegenständen, vor oder nach ihrem Ableben geschah.

## Radiodokumentation
Von Ende September bis Ende Oktober 2018 sendete WDR 5 in fünf Episoden eine zweieinhalbstündige Radiodokumentation des Journalisten Lorenz Schröter über Krempin. Schröter lernte Krempins deutschen Ex-Mann 2005 bei einer Reise in Äthiopien kennen. Nach dem Verschwinden und vermuteten Tod Krempins begann er, ihr bizarres Leben und Verschwinden nachzuzeichnen. In dem Feature, für das er in Deutschland, Belgien, Kongo und Frankreich recherchierte, kommen neben Krempins Ex-Mann ihre leiblichen Kinder, ehemalige Angestellte und Geschäftspartner, Spender, frühere Liebhaber, Minenarbeiter sowie Staatsanwälte und Beamte, die sich mit Krempins geschäftlichen Gebaren und den verschiedenen Vorwürfen auseinandersetzten, zu Wort.